# Велика четвірка (роман)
«Велика четвірка» (англ. The Big Four) — детективний і шпигунський роман англійської письменниці Агати Крісті, опублікований в 1927 році видавництвом William Collins & Sons. Роман розповідає про розслідування Еркюля Пуаро, Капітана Гастингса і інспектора Джеппа.
Роман являє собою ланцюжок зв'язаних між собою розповідей, у яких фігурують так звані члени «Великої четвірки» —міжнародної організації, яку Пуаро підозрює в змові.

## Сюжет
Гастингс, що давно живе в Аргентині, їде в Англію, щоб зустрітися з Пуаро. Пуаро ж збирається перебратися в Аргентину, де йому запропонували хороший гонорар за розслідування. Пуаро повідомляє, що його розслідування пов'язане з якоюсь «Великою четвіркою». У момент розмови у квартиру Пуаро ввалюється ледь живий чоловік, що марить четвіркою. Зі стрімчастої розповіді людини Пуаро й Гастингс довідаються, що «Велика четвірка» складається із чотирьох людей: китайця, мозкового центра організації, американця, фінансового магната, француженки, фатальної жінки, і таємничого «четвертого» — винищувача.
Залишивши парубка на піклуванні квартирної господарки, Пуаро й Гастингс поспішають на поїзд. Однак у поїзді, Пуаро розуміє, що його поїздка в Аргентину — це спосіб видалити його подалі від подій. Вони спішно вертаються у квартиру Пуаро й виявляють парубка мертвим: його отруїли ціанідом. У цей момент з'являється якийсь санітар, який затверджує, що парубок утік з психлікарні. Як виявилося пізніше, санітар був фальшивим, а в психлікарні Пуаро сказали, що такого пацієнта в них ніколи не було.
Пуаро й Гастингс їдуть до людини, що більше всіх в Англії знає про китайців. Вони хочуть з'ясувати все про мозковий центр організації. Пуаро й Гастингс потрапляють до центра ланцюжка загадкових подій. Не раз вони зіштовхуються зі смертю віч-на-віч — Пуаро намагаються відсунути.

## Зміст роману
Роман складається з 12 розповідей:
1. Лі Чанг Йен
2. Таємниця баранячої ноги
3. Жінка на сходах
4. У стані ворога
5. Таємниця жовтого жасмину
6. Шахова задача
7. Пастка з наживкою
8. Фарбована блондинка
9. Китаєць, який помирає
10. Особа четвертого номера
11. Смерть Еркюля Пуаро
12. Перемога над Великою четвіркою